# (2702) Batrakov
(2702) Batrakov est un astéroïde de la ceinture principale.

## Description
(2702) Batrakov est un astéroïde de la ceinture principale. Il fut découvert le 26 septembre 1978 à Naoutchnyï par Lioudmila Jouravliova. Il présente une orbite caractérisée par un demi-grand axe de 3,41 UA, une excentricité de 0,10 et une inclinaison de 1,6° par rapport à l'écliptique.

## Compléments